# Conjunt de dues cases al carrer Rector Agustí, 23 (Sant Feliu de Codines)
El Conjunt de dues cases al carrer Rector Agustí, 23 és una obra eclèctica de Sant Feliu de Codines (Vallès Oriental) inclosa a l'Inventari del Patrimoni Arquitectònic de Catalunya.

## Descripció
Edifici amb parets mitgeres. Està desenvolupat en planta baixa. La façana és de composició simètrica i està cornada per una balustrada limitada per dos frontons junt a les parets mitgeres. Els elements formals de composició i els decoratius donen al conjunt un caràcter eclèctic.

## Història
Zona d'eixample del nucli antic de tipologia ciutat jardí, en el carrer-carretera que travessa la població de nord a sud i on hi trobem els edificis més representatius de finals el segle xix i principis del XX.